# ジュリアン・ボネール
ジュリアン・ボネール（Julien Bonnaire、1978年9月20日 - ）はフランス、イゼール県ブルゴワン＝ジャイユー出身のラグビー選手。ナンバーエイトの元フランス代表で現在はリヨン OUでプレーしている。

## キャリア

### クラブ
- -1999　サン＝サヴァン・スポルティフ Saint-Savin Sportif
- 1999-2007　CSブルゴワン＝ジャイウー CS Bourgoin-Jallieu
- 2007-2015  ASMクレルモン・オーヴェルニュ　ASM Clermont Auvergne
- 2015-      リヨン OU Lyon Olympique Universitaire

### フランス代表
2004年3月21日のスコットランド戦で初キャップ。
以後2012年のシックスネーションズのウェールズ戦まで75試合に出場。50試合に先発した。

## タイトル

### クラブ
- フランスカップ準優勝：2003。

### フランス代表
- 75セレクション。
- 6トライ、30得点。
- 年ごとのセレクション：3(2004)、11(2005)、10(2006)、13(2007)、5(2008)、5(2009)、9(2010)、14(2011)、5(2012)。
- シックスネーションズ：2004、2005、2006、2007、2008、2009、2010、2011、2012。
  - グランドスラム：2004,2010。
  - 優勝：2004,2006,2007,2010。
- フランスA代表：2004年に2セレクション（イタリアA代表、イングランドA代表）。2トライ。

### ワールドカップ
- 2007年：5セレクション（アルゼンチン、ナミビア、アイルランド、グルジア、ニュージーランド）。
- 2011年:7セレクション (日本、カナダ、ニュージーランド×2、トンガ、イングランド、ウェールズ